# Cosimo Trinci
Cosimo Trinci (... – 1756) è stato un agronomo italiano attivo nel XVIII secolo.

## Biografia
Lasciò dei saggi di pratica agricola avendola vissuta direttamente e descritta da profondo conoscitore della materia. Il suo capolavoro, dato alle stampe in Lucca nel 1726 fu L'Agricoltore Sperimentato che venne ristampato in molte edizioni. Questo volume per oltre un secolo fu l'abbecedario degli agricoltori che lo tenevano in stima e fiducia per le loro faccende sul terreno. L'Accademia dei Georgofili di Firenze, nelle Veglie appartenenti all'economia della Villa del 1767 e 1768, menziona il Trinci, in quanto risultava aggregato all'Accademia dal 30 settembre 1756.
Ignazio Ronconi, nel suo Dizionario di Agricoltura, t.II, Venezia, 1771, alla voce vino, riporta interamente il capitolo XXXIII del Trattato sulle viti di Cosimo Trinci.
Giuseppe Tavanti, nel suo Trattato teorico pratico completo sull'olivo, p. 105 e seguenti, Firenze, 1819, richiama il trattato sugli olivi di Cosimo Trinci al capitolo III.
Se tali maestri hanno reputato riportare e citare i precetti di Cosimo Trinci fu più che altro dovuto alla divulgazione pratica delle faccende agricole, spiegate in maniera facile agli agricoltori, che resero celebre l'autore.
Altra sua opera fu il Trattato dei lavori, semente, potature, ed altre cose, che accadono mese per mese.
L'opera viene ristampata a cura di Galileo Magnani, saggista pesciatino e ordinario del Dipartimento di Scienze Agrarie alimentari e agro-ambientali dell'Università di Pisa, ed edito per i tipi  Gli Ori di Pistoia nel 2013.

## Opere
- L'agricoltore sperimentato di Cosimo Trinci, con il Manuale de' giardinieri del p. Agostino Mandirola nel primo c'insegna la maniera più sicura di conoscere, piantare, allevare le piante più utili, e necessarie al vivere umano, e nel secondo il modo di coltivare, moltiplicare, e conservare i fiori di ogni sorte, 1933
- Nuovo Trattato di agricoltura di Cosimo Trinci Pistojese e di altri illustri scrittori moderni, nel quale si contengono il Trattato delle stime dei beni stabiliti del suddetto autore; l'idea del nuovo metodo di agricoltura inglese del abb. Antonio Genovesi; la guida sicura del governo delle api in tutto il corso dell'anno di Daniele Wildmann inglese: con le annotazioni di Angelo Contardi veronese; il Saggio sopra le patate di Antonio Campini; il Saggio sopra il sainfoin, compilato dall'articolo dell'Enciclopedia; e per ultimo il Nuovo metodo adattato al clima d'Italia per coltivare gli annanas senza fuoco, di Francesco Brochieri giardinieri. Opera che serve di continuazione all'agricoltura sperimentato del detto Trinci, 1778.